# 6399 Harada
6399 Harada eller 1991 GA är en asteroid i huvudbältet som upptäcktes den 3 april 1991 av den japanska astronomen Tsutomu Seki vid Geisei-observatoriet. Den är uppkallad efter den japanske amatörastronomen Shoji Harada.
Asteroiden har en diameter på ungefär 5 kilometer.